# Резолюция Совета Безопасности ООН 1094
Резолюция Совета Безопасности Организации Объединённых Наций 1094 (код — S/RES/1094), принятая 20 января 1997 года, выразив поддержку мирному процессу в Гватемале, за которым Организация Объединённых Наций наблюдала с 1994 года, Совет санкционировал направление 155 военных наблюдателей в состав Контрольной миссии Организации Объединённых Наций в Гватемале (MINUGUA) после окончания гражданской войны.
Совет напомнил о соглашениях между правительством Гватемалы и Национальным революционным единством Гватемалы (URNG), в которых стороны согласились позволить Организации Объединённых Наций проверить выполнение мирных соглашений. Процесс проверки будет включать в себя развертывание военного персонала Организации Объединённых Наций.
Было решено, что 155 военных наблюдателей и медицинский персонал будут направлены в МИНУГУА на три месяца, при этом Генерального секретаря Кофи Аннана просили уведомить Совет за две недели до начала операции. Обе стороны были призваны полностью выполнить свои соглашения и сотрудничать в отношении прекращения огня, разведения сил, разоружения и демобилизации комбатантов УНРГ и других обязательств. Между тем, международному сообществу было предложено продолжать оказывать помощь в процессе реализации соглашения.
Китай ранее наложил вето на предыдущую резолюцию по Гватемале из-за высказываний гватемальских официальных лиц в поддержку независимости Тайваня.